# Luigi Barilli
Luigi Barilli (Mòdena o Nàpols, 1764 - París, 1824) cantant d'òpera bufa.
Debutà a París en el Théâtre Louvois l'any 1805, i en aquest teatre, fou durant molts anys, l'artista favorit del públic. Entre les seves obres predilectes cal citar: La locandiera de Goldoni; Virtuosi ambulanti; Matrimonio segretto; Griselda; La Capricciosa corretta, etc.
El 1809 fou un dels quatre administradors del teatre Italià, arruïnant-se en aquella empresa, pel qual va haver d'acceptar un contracte per aquell mateix teatre amb un sou inferior als que havia guanyat fins llavors, malgrat estar en la plenitud de les seves facultats.
La desgràcia continuà encebant-se sobre Barilli, que perdé la seva esposa el 1813, la cèlebre cantant Maria Anna Bondini, i els seus tres fills, i morí en la misèria.